# Jiří Otoupalík
Jiří Otoupalík (* 15. listopadu 1957, Brno) je bývalý český hokejový útočník. Po skončení aktivní kariéry působil jako trenér.

## Hokejová kariéra
V československé lize hrál za TJ ZKL/Zetor Brno a v době povinné vojenské služby za Duklu Trenčín. Odehrál 12 ligových sezón, nastoupil ve 399 ligových utkáních, dal 111 ligových gólů a měl 73 ligových asistencí. Reprezentoval Československo na mistrovství světa juniorů do 20 let v roce 1977, kde tým skončil na 3. místě.

## Klubové statistiky
| Sezona    | Klub          | Soutěž  | Základní část | Základní část | Základní část | Základní část | Základní část |
| Sezona    | Klub          | Soutěž  | Z             | G             | A             | B             | TM            |
| --------- | ------------- | ------- | ------------- | ------------- | ------------- | ------------- | ------------- |
| 1975/1976 | TJ ZKL Brno   | 1. liga | 2             | 0             | 0             | 0             | 0             |
| 1976/1977 | TJ Zetor Brno | 1. liga | 23            | 1             | 2             | 3             | 12            |
| 1977/1978 | TJ Zetor Brno | 1. liga | 43            | 6             | 2             | 8             | 10            |
| 1978/1979 | Dukla Trenčín | 1. liga | 38            | 6             | 2             | 8             | 18            |
| 1979/1980 | Dukla Trenčín | 1. liga | 17            | 3             | 3             | 6             | 12            |
| 1980/1981 | TJ Zetor Brno | 2. liga | 35            | 19            | 17            | 36            | 12            |
| 1981/1982 | TJ Zetor Brno | 1. liga | 42            | 20            | 8             | 28            | 26            |
| 1982/1983 | TJ Zetor Brno | 1. liga | 42            | 19            | 19            | 38            | 37            |
| 1983/1984 | TJ Zetor Brno | 1. liga | 34            | 10            | 4             | 14            | 33            |
| 1984/1985 | TJ Zetor Brno | 1. liga | 42            | 9             | 9             | 18            | 38            |
| 1985/1986 | TJ Zetor Brno | 1. liga | 43            | 22            | 7             | 29            | 28            |
| 1986/1987 | TJ Zetor Brno | 1. liga | 39            | 7             | 3             | 109           | 18            |
| 1987/1988 | TJ Zetor Brno | 1. liga | 34            | 8             | 14            | 22            | -             |
| 1988/1989 | TJ Zetor Brno | 2. liga | 38            | 17            | 14            | 31            | 48            |
| 1989/1990 | EHC Straubing | 3. liga | 26            | 30            | 22            | 52            | 14            |
| 1990/1991 | HC Zetor Brno | 2. liga | 4             | 0             | 1             | 1             | 4             |